# José María Aresté
José María Aresté (Zaragoza, 1966) es crítico de cine. Además, es autor de varios libros sobre el Séptimo Arte. Sus escritos han aparecido en diversos medios.
José María Aresté Sancho es Ingeniero de Telecomunicaciones por la Universidad Politécnica de Madrid. Actualmente dirige el magazine digital Decine21 y es director del Festival Internacional de Cine y Educación Educacine. Ha ejercido como director de las revistas Estrenos, DeVíDeo , Cinerama y OX Cine, y fue director de las dos primeras ediciones del BCN Film Fest.
Es autor de las biofilmografías Francis Ford Coppola y En busca de William Wyler. En 2006, obtuvo la Medalla del Círculo de Escritores Cinematográficos a la Mejor Labor Periodística y Literaria por su libro Escritores de cine, estudio sobre doce autores y su relación con el mundo del celuloide. Su libro La guerra del streaming: El ascenso de Netflix vio la luz en 2020. 
Además, José María Aresté fue cofundador de la productora cinematográfica Narnia Films, creada en 1995. Con Narnia Films produce el cortometraje Hambre mortal, protagonizado por Paul Naschy. 

## Premios
Medallas del Círculo de Escritores Cinematográficos
| Año  | Categoría                      | Libro              | Resultado |
| ---- | ------------------------------ | ------------------ | --------- |
| 2006 | Labor literaria y periodística | Escritores de cine | Ganador   |